# 扇川

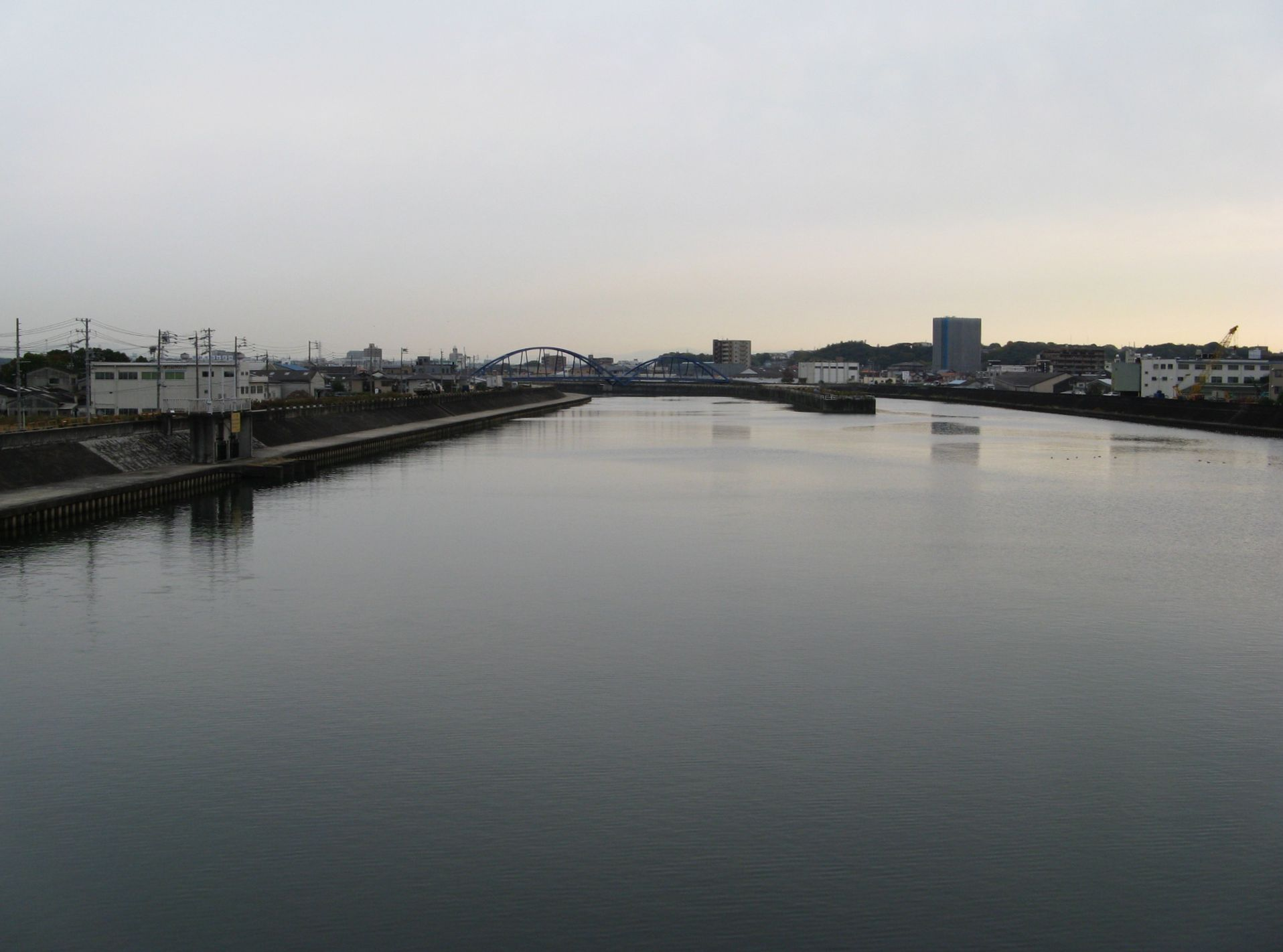
天白川（手前が下流）。奥右側が扇川合流点

扇川（おうぎがわ）は、愛知県名古屋市緑区を流れる天白川水系の二級河川。法河川延長9.8キロメートル、流域面積30平方キロメートル。

## 地理
愛知県名古屋市緑区藤塚にある大池に源を発する。名鉄名古屋本線 鳴海駅付近までほぼ愛知県道36号諸輪名古屋線に沿う形で緑区徳重、平手、相原郷、六田、鳴海町を流れ、旧東海道中島橋付近で有松方面から流れてくる手越川を合わせる。愛知県道59号名古屋中環状線、名鉄名古屋本線が交差した後に国道1号汐見橋付近から天白川と並行し、東海道新幹線が交差、大高川を合わせたのち、国道23号（名四国道）天白扇橋の手前で天白川に注ぐ。下流部は、かつて黒末川とも呼ばれていた。
大池から汐見橋までは両岸を一方通行の道路が走る。特に大池から中島橋までは扇川緑道として整備されており、サイクリングを楽しむ人の姿がみられる。
河川総延長の4割が感潮域であり、名古屋市の生態調査ではコイ、フナ、オイカワなどの淡水魚に加えて、下流ではマハゼやボラなどの海水魚も確認されている。また、ニホンウナギやアユも確認されたことがある。
1960年代以降に大規模な宅地開発が行われ、市街化が進んだことで増加した家庭からの生活排水等が直接扇川に流れ込むようになったため、1970年代後半頃にかけて水質が非常に悪化した。その後1977年（昭和52年）度から1988年（昭和63年）度に流域に分流式下水道が整備されたことにより水質は大幅に改善し、現在では市内の河川としては良好な状態となっている。処理された下水は天白川に放流されるため主な水源は雨水のみであり、晴天時の流量が十分ではない。そのため流量の確保が課題となっている。
昭和初期までは鳴海町（現在の汐田橋から鳴海橋周辺）に土場と呼ばれる船着場があり、満潮時に各地と結ぶ船が出入りしていて荷物や人の移動の基点となっていた。また、河岸には複数の荷上げ用倉庫が存在した。江戸時代にはこの場所に郷蔵が建っていて、保管された領主の年貢米がここから船積みされていた。
高度経済成長期以降、流域の山地が削られて宅地開発が進むにつれて、下流の市街地は度々浸水被害を受けるようになり、鳴海駅周辺では名鉄電車の運転が出来ないほどだった。名古屋市は1970年（昭和45年）度より築堤や護岸整備、河道掘削等の改修事業を開始したが、1971年（昭和46年）8月の昭和46年台風第23号では大雨により扇川は増水し、緑区でも浸水被害が多数発生した。このため、災害救助法が適用され、翌年の1972年（昭和47年）から1973年（昭和48年）にかけて川幅を拡張する河川改修工事と、護岸を嵩上げしコンクリートで補強する災害復旧工事が行われた。

## 橋梁
- 大池橋 - 名古屋市道藤塚第30号線（扇川最上流の橋）
- 熊亀橋 - 名古屋市道熊野豊明線第2号
- 新徳重橋 - 愛知県道56号名古屋岡崎線バイパス（東海通の延長）
- 徳重橋 - 愛知県道36号諸輪名古屋線（要池と扇川の間の神沢川に架かる）
- 平手橋 - 愛知県道220号阿野名古屋線
- 大清水橋 - 名古屋市道平手南部第33号線
- 新鴻仏目橋 - 名古屋市道境松線第2号
- 鳥澄高架橋 - 国道302号
- 有原橋 - 名古屋市道緑ケ丘第72号線
- 焼田橋 - 名古屋市道鳴海町第200号線
- 下焼田橋 - 名古屋市道鳴子団地大高線
- 中島橋 - 愛知県道222号緑瑞穂線（旧東海道）
- 相川橋 - 名古屋市道鳴海町第140号線（人道橋）
- 相生橋 - 名古屋市道鳴海町第138号線
- 本川橋 - 名古屋市道鳴海町第137号線（人道橋）
- 浅間橋 - 愛知県道242号鳴海停車場線
- 鳴海橋 - 名古屋市道鳴海作町第1号線
- 上汐田橋 - 名古屋市道最中上汐田線
- 汐田橋 - 愛知県道59号名古屋中環状線
- 名鉄名古屋本線
- 汐見橋 - 国道1号（以降天白川と近接・並行）
- 東海道新幹線
- JR東海道本線
- 大星橋 - 名古屋市道上浜町第3号線（人道橋）